# Carlo Nocella

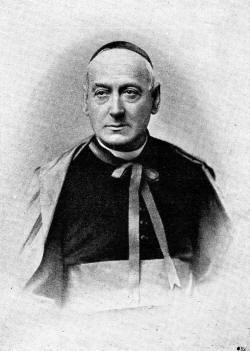
Carlo Nocella als Apostolischer Protonotar und Sekretär der Konsistorialkongregation (4. Januar 1896)

Carlo Kardinal Nocella (* 25. November 1826 in Rom; † 22. Juli 1908 ebenda) war Kurienkardinal der römisch-katholischen Kirche.

## Leben
Er studierte am Päpstlichen Athenaeum San Apollinare, wo er den Doktortitel Doktor beider Rechte erhielt. Nach seiner Priesterweihe am 2. September 1849 war er Fakultätsmitglied des Päpstlichen Athenaeums San Apollinare und später Sekretär der lateinischen Briefe, Kanoniker der Basilika Santa Maria Maggiore und des Petersdoms und Apostolischer Protonotar de numero participantium. Am 5. Dezember 1884 wurde er Sekretär der Briefe an die Fürsten und am 21. März 1892 Sekretär der Heiligen Konsistorialkongregation.
Am 22. Juni 1899 wurde er zum lateinischen Patriarchen von Antiochien ernannt. Der Kardinalstaatssekretär Mariano Kardinal Rampolla del Tindaro spendete ihm am 16. Juli desselben Jahres am Altar der Kathedra Petri im Petersdom die Bischofsweihe; Mitkonsekratoren waren Felix Maria de Neckere, Ökonom und Sekretär der Dombauhütte von St. Peter, und Casimiro Gennari, Assessor der Kongregation der römischen und allgemeinen Inquisition. Am 18. April 1901 wurde er zum Lateinischen Titularpatriarchen von Konstantinopel ernannt.
Leo XIII. nahm ihn am 22. Juni 1903 als Kardinalpriester in das Kardinalskollegium auf und verlieh ihm am 25. Juni des gleichen Jahres die Titelkirche San Callisto. Nur zwei Monate später nahm Kardinal Nocella am Konklave 1903, das Papst Pius X. wählte, teil. Er starb 1908 und wurde auf den Friedhof Campo Verano beigesetzt.